# Guy Niv
Guy Niv (in ebraico  גיא ניב‎?; Misgav, 8 marzo 1994) è un ex ciclista su strada israeliano.

## Carriera
Professionista dal 2018 al 2022, nel maggio del 2018 partecipa al Giro d'Italia ritirandosi durante la quarta tappa. Giunge fino al traguardo finale sia al Giro d'Italia seguente sia al suo primo Tour de France, nel 2020. Sempre nel 2019 ottiene la prima vittoria da Elite, vincendo il titolo nazionale a cronometro.

## Palmarès
- 2019 (Israel Cycling Academy, una vittoria)

Campionati israeliani, Prova a cronometro

## Piazzamenti

### Grandi Giri
- Giro d'Italia

2018: ritirato (4ª tappa)
2019: 113º
2021: 74º
- Tour de France

2020: 139º
2022: 76º
- Vuelta a España

2021: 93º

### Classiche monumento
- Milano-Sanremo

2021: ritirato
- Giro di Lombardia

2018: 94º